# Parafia św. Bartłomieja Apostoła w Chotlu Czerwonym
Parafia świętego Bartłomieja Apostoła w Chotlu Czerwonym – parafia rzymskokatolicka, znajdująca się w diecezji kieleckiej, w dekanacie wiślickim.